# Beweismaß
Dieser Artikel betrifft das Beweismaß im Zivilprozess nach deutschem Recht, insbesondere der Zivilprozessordnung (ZPO).
Es handelt sich um den Grad an Überzeugung des Gerichts, der notwendig ist, damit der Beweis einer streitigen Tatsache gelingt. Am Wortlaut des § 286 Abs. 1 Satz 1 ZPO orientiert, geht es um die Frage, wann der Richter eine tatsächliche Behauptung für wahr erachten darf und muss. Diese Vorschrift regelt nicht nur die Beweiswürdigung im Anschluss an eine Beweisaufnahme, sondern auch deren Ziel.
Soweit durch Gesetz oder Gewohnheitsrecht nichts anderes bestimmt wird, ist im Zivilprozess Vollbeweis einer Tatsache nötig. Es gilt das sog. Regelbeweismaß.
Nach ständiger Rechtsprechung ist keine völlige Sicherheit des Gerichts nötig. Es genügt ein für das praktische Leben brauchbarer Grad an Gewissheit, der etwaigen Zweifeln Schweigen gebietet, ohne sie völlig auszuschließen. Das lässt Raum für die persönliche Überzeugung des zuständigen Richters, orientiert sich aber an objektiven Kriterien des Alltagsverstandes. Wird dieser Grad nicht erreicht, ist der Beweis misslungen.
Ein geringeres Beweismaß gilt insbesondere bei der Schadensschätzung nach § 287 ZPO  und bei der Glaubhaftmachung im Sinne von § 294 ZPO. Hier genügt jeweils überwiegende Wahrscheinlichkeit, d. h. in der Gesamtschau müssen die Umstände mehr für als gegen eine Tatsache sprechen.
Wieder etwas anders liegen die Dinge beim Gegenbeweis, den der Gegner der beweisbelasteten Partei führt. Er hat bereits dann Erfolg, wenn erhebliche Zweifel an der Beweiskraft der Hauptbeweismittel begründet werden. Streng genommen ist dies aber keine eigenständige Beweismaßreduzierung. Denn in solchen Fällen wird der für den Vollbeweis (Hauptbeweis) nötige Grad an Gewissheit nicht erreicht.